# Joseph Pougnet
Joseph Guillaume Pougnet (Avignon, 6 maart 1829 – Marseille, 2 april 1892) was een Frans rooms-katholiek priester en architect. Hij ontwierp een vijftigtal kerken.

## Levensloop
Hij was de zoon van Marguerite Hommage en Joseph Pougnet, een vakwerkman gespecialiseerd in werken met bladgoud. Hij liep school aan het kleinseminarie van Avignon (1838-1843) en vervolgens het Collège Sainte-Croix in Aix-en-Provence. In 1847 ging hij naar het seminarie van Avignon. Hij onderbrak zijn priesterstudies om te werken als leraar en om te schrijven voor verschillende katholieke tijdschriften, zodat hij pas in 1859 tot priester werd gewijd.
Al van jangsaf was Pougnet geïnteresseerd in archeologie en architectuur. Zijn talent werd opgemerkt door de aartsbisschop van Avignon. In 1857 kreeg hij van deze bisschop de opdracht een kloostergebouw te ontwerpen. In de volgende jaren ontwierp hij verschillende kloosterkapellen en -kerken. Vanaf 1864 werd hij ook actief in andere bisdommen in het zuiden van Frankrijk en ontwierp er tientallen kerken. In 1867 reisde hij een eerste maal naar Algerije. Zijn talent werd erkend door aartsbisschop Lavigerie. Hij ontwierp er voor hem een klooster en delen van de Basiliek van Onze-Lieve-Vrouw van Afrika. Hij ontwierp ook de plannen voor de basiliek van Hippo. Vanaf 1881 was Pougnet werkzaam in Tunesië. In 1883 ondernam hij een reis naar het Heilige Land. In 1888 keerde Pougnet terug naar Frankrijk na een verblijf van tien jaar in Noord-Afrika. In 1891 kreeg hij de erebenoeming tot kamerheer van paus Leo XIII. Hij overleed in 1892 op 63-jarige leeftijd.

## Realisaties (selectie)

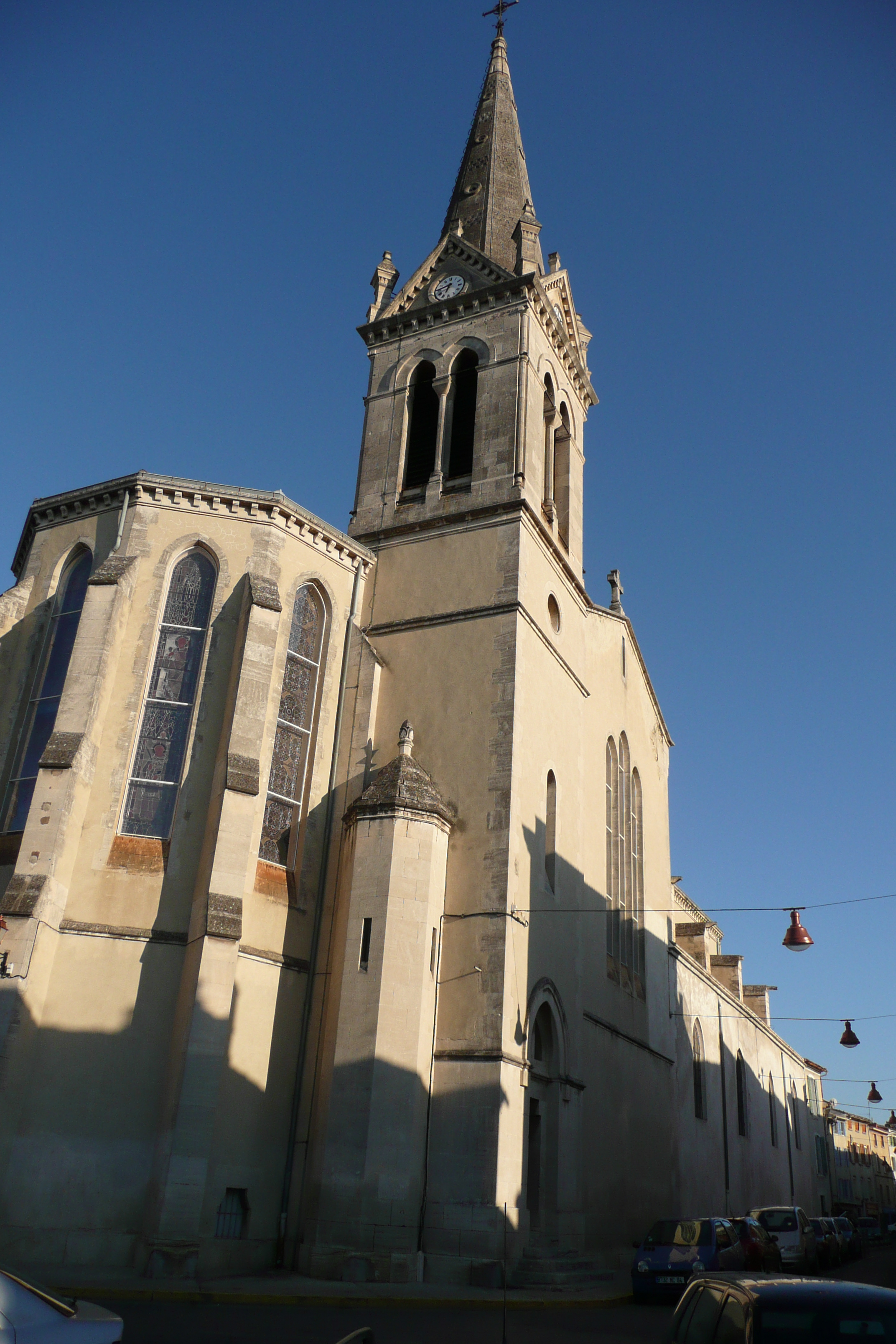
Kerk Notre-Dame de l'Observance (Carpentras)
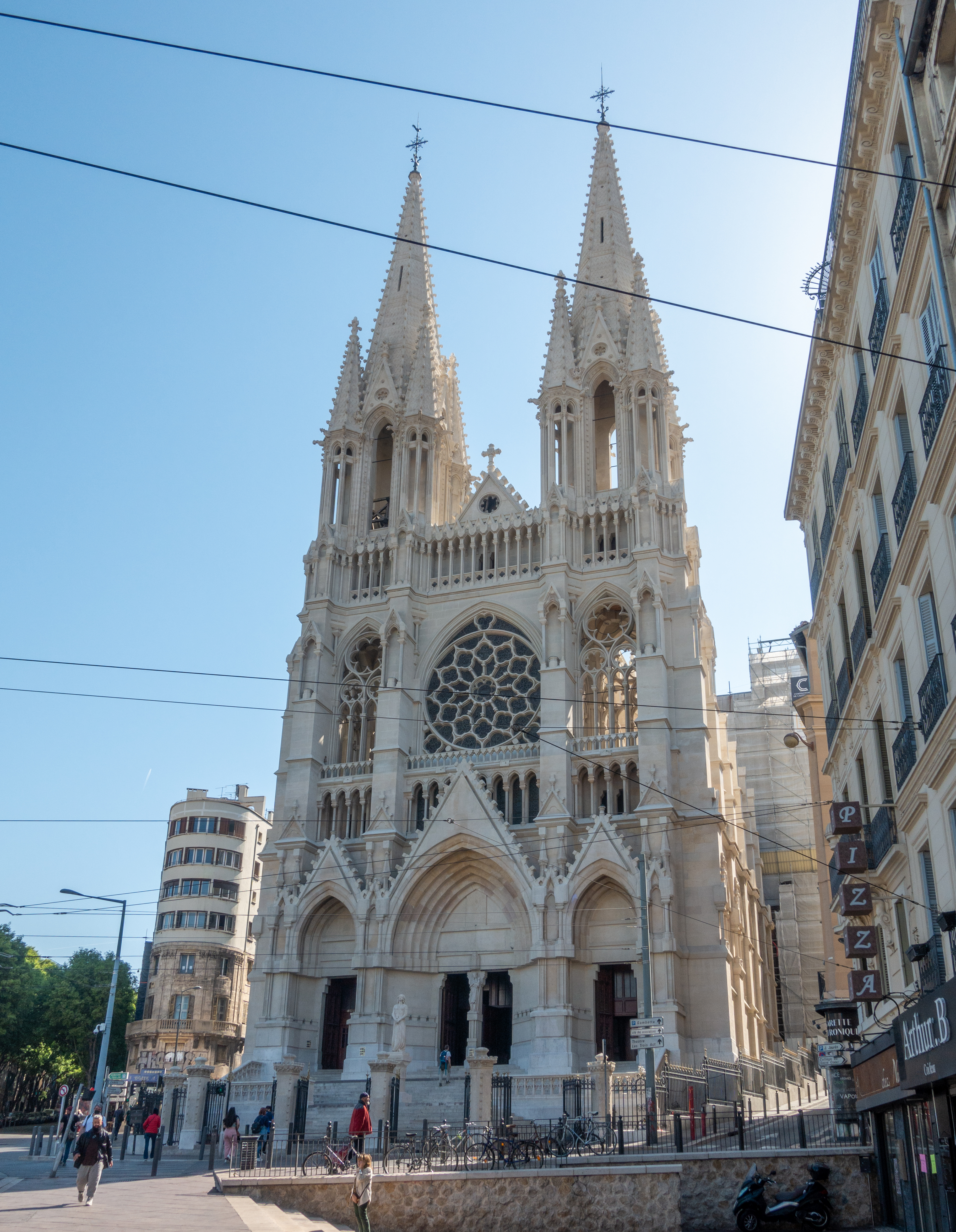
Kerk Saint-Vincent-de-Paul (Marseille)
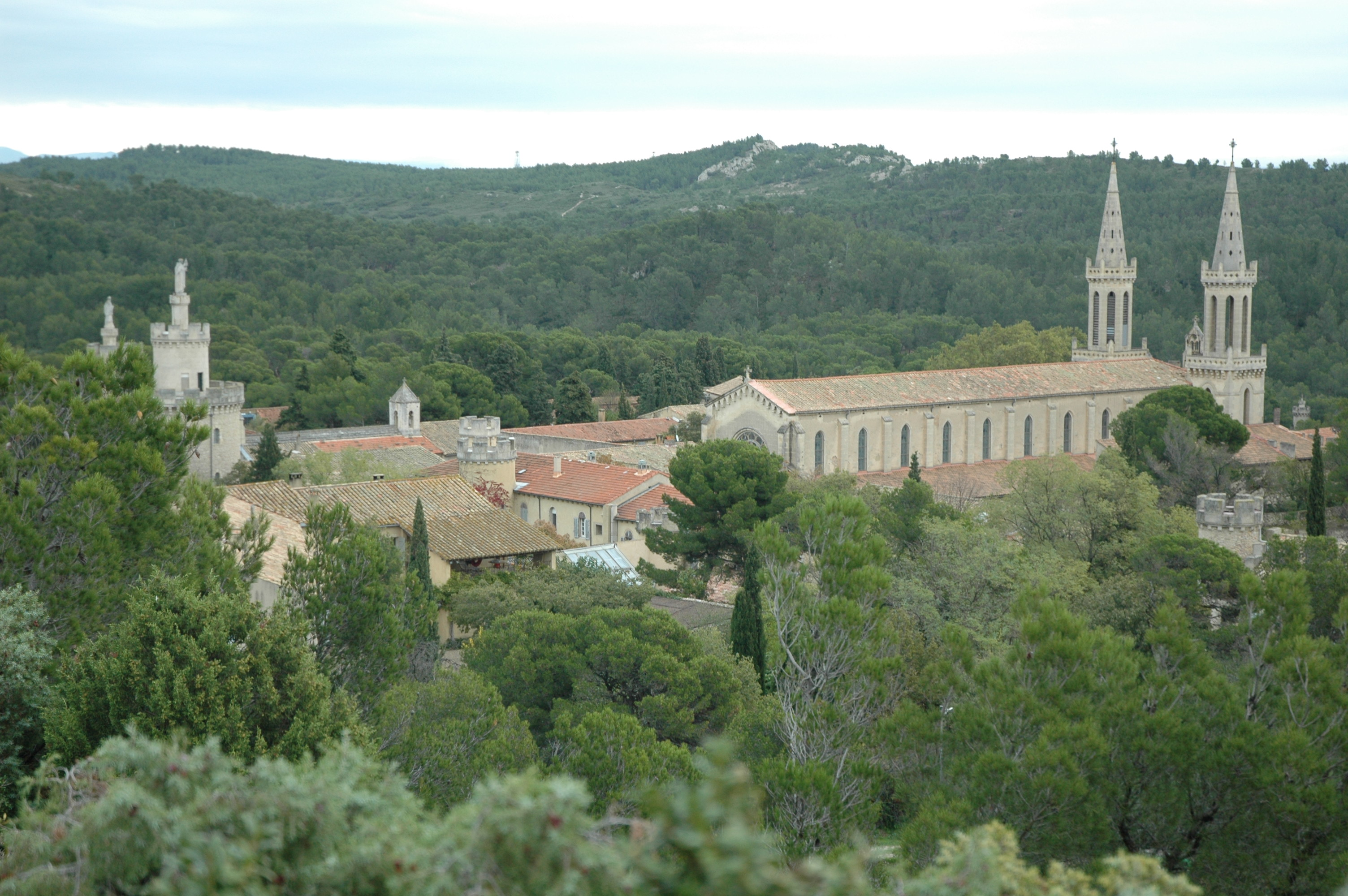
Kerk Saint-Michel van de norbertijnenabdij van Frigolet
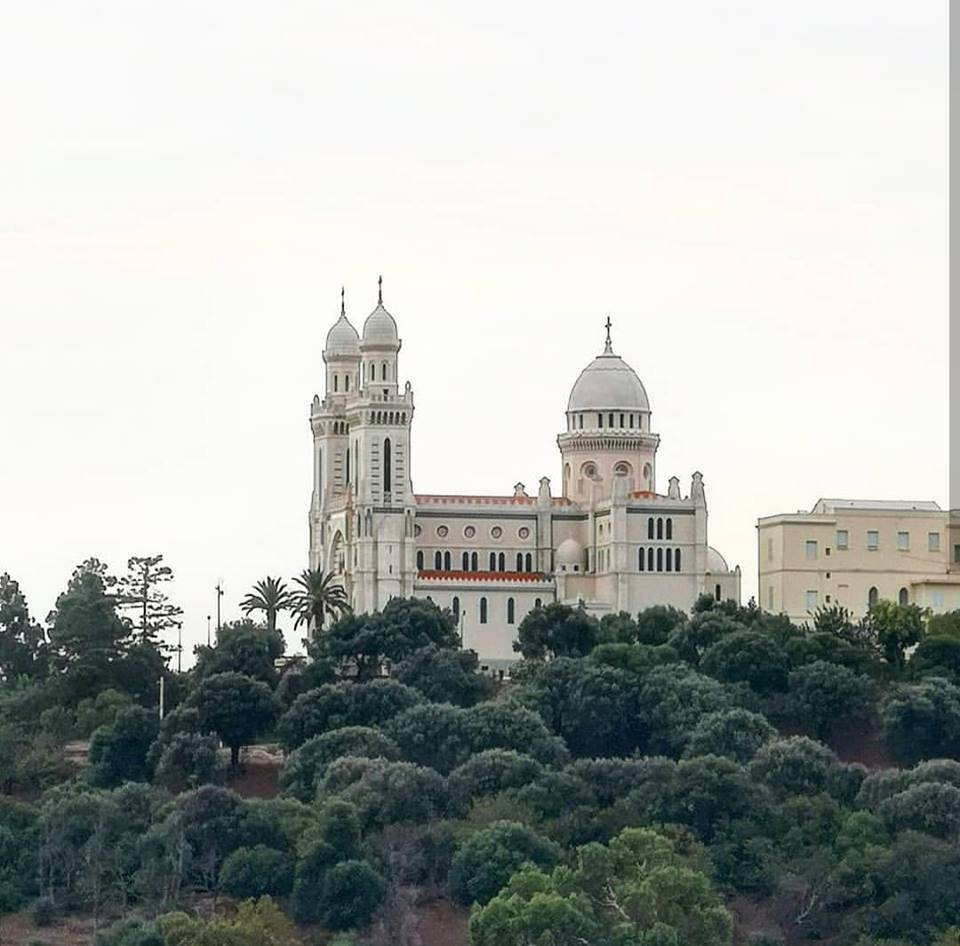
Sint-Augustinusbasiliek (Annaba)

- Bibliothèque nationale de France: cb106769268 (data)
- Gemeinsame Normdatei: 1068301279
- International Standard Name Identifier: 0000 0000 6174 2762
- Library of Congress Control Number: n2015027433
- Système universitaire de documentation: 179901338
- Union List of Artist Names: 500186038
- Virtual International Authority File: 89365506